# Yukari Kondō
Yukari Kondō (jap. 近藤ゆかり Kondō Yukari; ur. 17 sierpnia 1967 w Memambetsu) – japońska curlerka, reprezentantka kraju na zimowych igrzyskach olimpijskich.
Kondō na arenie międzynarodowej zadebiutowała jako trzecia w zespole Ayako Ishigaki zdobywając złoto Mistrzostw Pacyfiku 1994. W latach późniejszych Kondō grała jako druga. Japonki przez kolejne trzy lata nie oddawały tytułów mistrzowskich imprezy tej rangi. 
Na mistrzostwach świata reprezentantki kraju nie odniosły większego sukcesu. Jednak w Mistrzostwach Świata 1997 Japonki z  bilansem 6 wygranych i 3 porażek po raz pierwszy zakwalifikowały się do fazy play-off. Ostatecznie zajęły 4. miejsce przegrywając półfinał z Norwegią (Dordi Nordby) 5:12 i mecz o brąz z Dunkami (Helena Blach Lavrsen) 6:7. Kondō wystąpiła również na Zimowych Igrzyskach Olimpijskich, gdy Japonia była gospodarzem. Zespół z Obihiro & Tokoro Curling Club z dwiema wygranymi i pięcioma przegranymi meczami został sklasyfikowany na 5. miejscu. 

## Drużyna
|           | Czwarta        | Trzecia        | Druga        | Otwierająca            |
| --------- | -------------- | -------------- | ------------ | ---------------------- |
| 1997/1998 | Mayumi Ohkutsu | Akiko Katō     | Yukari Kondō | Akemi Niwa Yoko Mimura |
| 1996/1997 | Mayumi Ohkutsu | Akiko Katō     | Yukari Kondō | Yoko Mimura            |
| 1995/1996 | Ayako Ishigaki | Mayumi Ohkutsu | Yukari Kondō | Yoko Mimura            |
| 1994/1995 | Ayako Ishigaki | Yukari Kondō   | Emi Fujita   | Akiko Katō             |